# بن زيان سنوسي
بن زيان سنوسي مواليد 5 أكتوبر 1981 في العامرية، الجزائر، هو لاعب كرة قدم جزائري لعب مع مولودية وهران كمدافع. والسنوسي قد تقاعد عن اللعب.

## المسيرة الاحترافية

### الأندية التي إنضم لها
- جمعية وهران.
- مولودية سعيدة.
- اتحاد البليدة.
- نادي مولودية الجزائر.
- أولمبي الشلف.
- مولودية وهران (كرة القدم) .

## روابط خارجية
- بن زيان سنوسي على موقع قاعدة بيانات كرة القدم.إي يو (الإنجليزية)